# Глембочанка

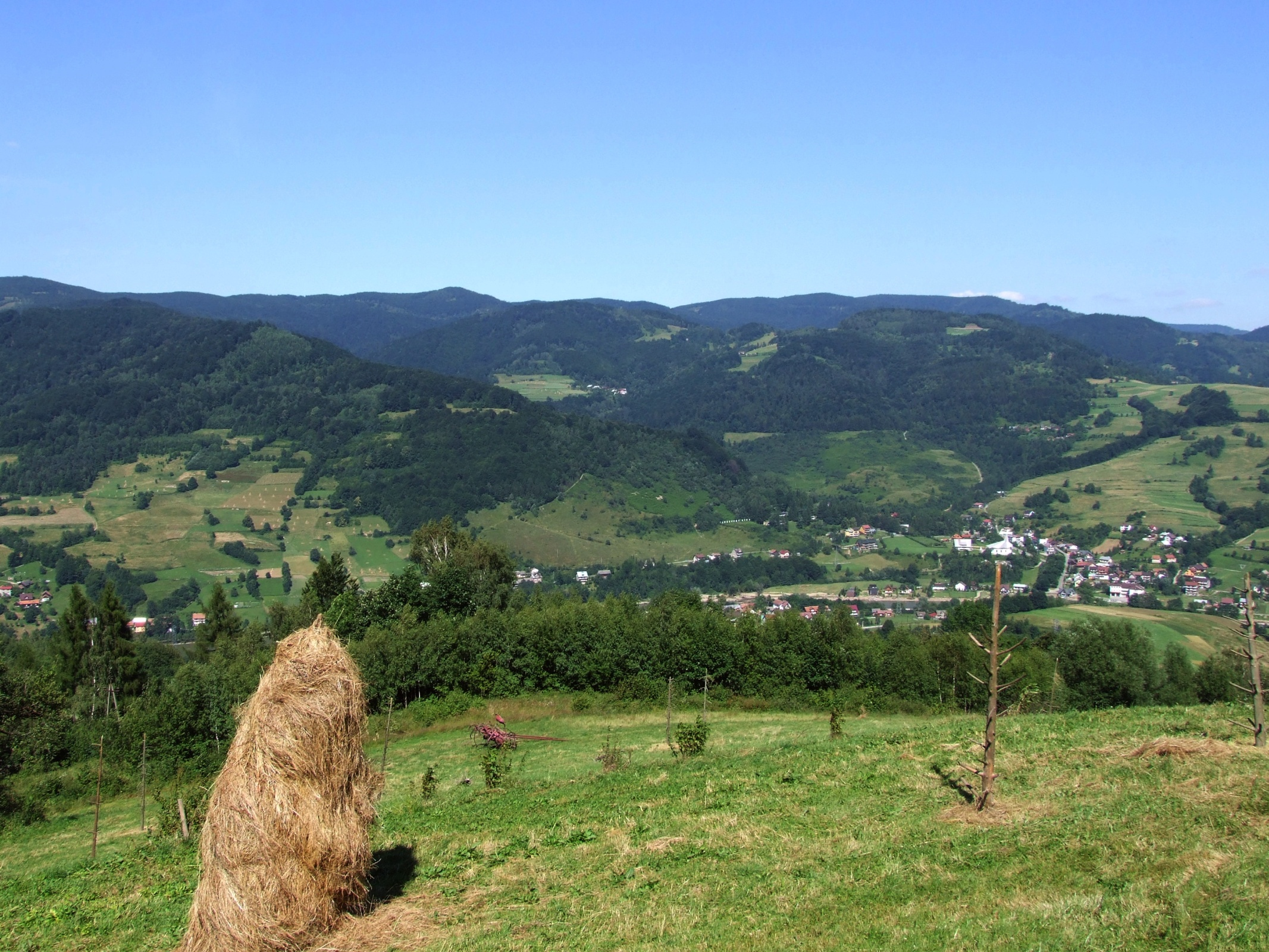
Долина Глембочанки та Глембоке розташовані на її виході до Попраду

Глембочанка (пол. Głęboczanka) — гірська річка в Польщі, у Новосондецькому повіті Малопольського воєводства. Права притока Попрада, (басейн Балтійського моря).

## Опис
Довжина річки 3,89 км, площа басейну водозбору 5,14 км². Формується багатьма безіменними струмками та частково каналізована.

## Розташування
Бере початок під гірським Пасмо Яворини на висоті 830 м над рівнем моря між горами Маковицею та Задньою Горою (гміна Північна-Здруй). Тече переважно на південний захід і у селі Глембоке на висоті приблизно 352 м над рівнем моря впадає у річку Попрад, праву притоку Дунайця.